# جوزيف لويس فرنتش
جوزيف لويس فرنتش (بالإنجليزية: Joseph Lewis French)‏ (1858 - 1936)؛ شاعر وروائي أمريكي.